# الأنثروبولوجيا في 2000 - 2009
الخط الزمني للأنثروبولوجيا، 2000–2009

## أحداث
2002
- أعادت الحكومة الفرنسية رفات سارتجي بارتمان إلى جنوب أفريقيا، حيث دفنت.

2003
- العثور على رفات أول هومو فلوريس.
- نهب المتحف الوطني العراقي في بغداد والمواقع الأثرية في جميع أنحاء العراق.

2004
- نقل المتحف الوطني للهنود الأميركيين إلى موقعه الحالي على ناشونال مول في واشنطن العاصمة.

## المنشورات
2004
- كتاب: «أنثروبولوجيا الأصلي: التحدي الياباني بوجه الهيمنة الغربية»، تأليف تاكامي كواياما

## الوفيات
2001
- أبنير كوهين
- ديريك فريمان
- مارفن هاريس
- جورج هاريسون

2002
- بيير بورديو
- ريموند فيرث
- ستيفن جاي غولد
- ثور هايردال

2003
- إسحاق شابيرا

2004
- جان روش

## الجوائز
2001
- جائزة ميد مارجريت: ميمي نيتشر
- جائزة تيرنر فيكتور: تانيا لورمان لعملها «حول عقلين: الاضطراب المتزايد في الطب النفسي الأمريكية»

2003
- جائزة ميد مارجريت: مارك سومرز
- جائزة فيكتور تيرنر: آلان كليما لمقالته «كازينو الجنازة: تأمل، مذبحة، وتبادل مع الميت في تايلاند» وهيو رافلز لمقالته «الأمازونيا: تاريخ طبيعي»

2004
- جائزة ميد مارجريت: دونا غولدشتاين
- جائزة فيكتور تيرنر: جون تشيرنوف لعمله «السلب ليس سرقة: قصص فتاة بار أفريقية»